# Edmund Naumann

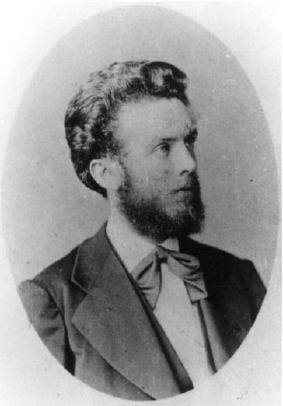
Naumann um 1875

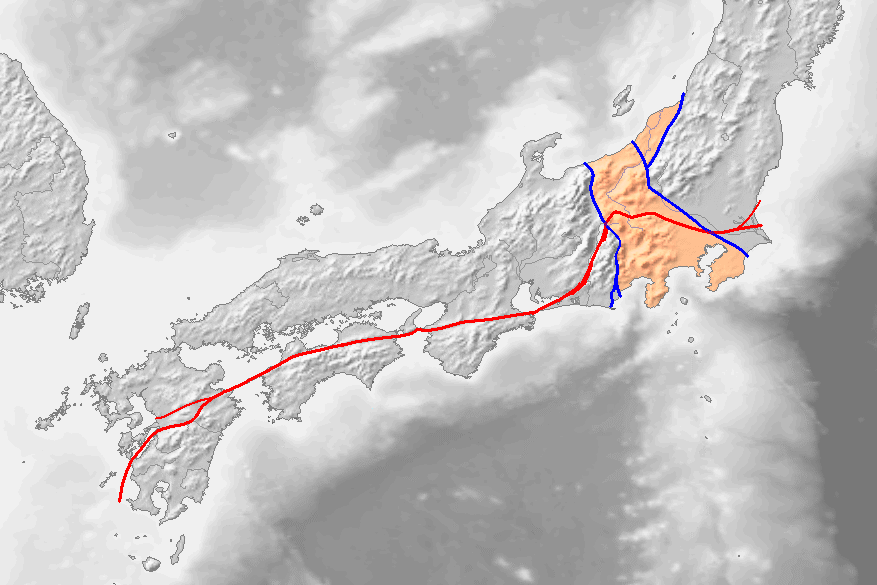
Die Fossa Magna (rosa)

Heinrich Edmund Naumann (* 11. September 1854 in Meißen; † 1. Februar 1927 in Frankfurt am Main) war ein deutscher Geograph und Geologe. Er gilt als Vater der japanischen Geologie.

## Leben und Karriere
Edmund Naumann studierte Geographie und wurde in diesem Fach promoviert. Zwischen 1875 und 1880 lehrte er an der Universität Tokio. In Japan wurde er 1880 Direktor der japanischen topographischen und geologischen Landesaufnahmen. Naumann forschte während seiner Zeit in Japan zur Geographie und insbesondere zum Vulkanismus des Landes. Sein Name ist in Japan noch heute verbunden mit der Entdeckung der „Fossa Magna“ und des sogenannten „Naumann-Elefanten“. Nachdem er nach Deutschland zurückgekehrt war, habilitierte er sich 1886 für Geologie und physikalische Geographie an der Westfälischen Wilhelms-Universität in Münster und wurde dort Privatdozent. Zehn Jahre danach wurde Neumann Vorstand der Abteilung für Bergbau und Geologie der Metallurgischen Gesellschaft in Frankfurt am Main. 1902 wurde er dort Direktor der Zentrale für Bergwesen. Neben seiner Forschung insbesondere zu Japan, aber auch zu Anatolien und Mesopotamien, publizierte er auch immer wieder Reiseberichte. 1973 wurde Naumann zu Ehren ein Museum in Itoigawa eröffnet.
Naumann kehrte aus Fernost mit einem ziemlich kritischen Japanbild zurück. Einer seiner Artikel in der Allgemeinen Zeitung vom Juni 1886 erregte die Aufmerksamkeit des jungen japanischen Intellektuellen Mori Ōgai (Mori Rintarō), der seinerzeit in Berlin Medizin studierte. Seine mehrseitige Replik wurde gedruckt, ebenso die Reaktion Naumanns in zwei Teilen und im Februar 1887 die abschließende Erwiderung von Mori. Dieser konnte zwar diverse Missverständnisse klären, doch schwerer tat er sich mit Naumanns Vorwurf, dass Japan den Westen ohne ein tieferes Verständnis des Hintergrunds kopiere und sich zugleich durch die Geringschätzung der eigenen Geschichte und Kultur ernsthaft schwäche.
Naumann war es auch, der den Sohn von Philipp Franz von Siebold – Heinrich von Siebold – darauf aufmerksam machte, dass beim Ueno Bahnhof bei Tokyo eine Strandlinie verläuft, die er sich einmal näher ansehen solle. Es handelte sich um 10 bis 15 m mächtige fossilhaltige Ablagerungen mit Schill. In diesem mittlerweile berühmten Molluskenhaufen von Oomori fand von Siebold ab 1877 mehrere Grubenwohnungen, Tonscherben und menschliche Knochen. Seine Publikationen darüber machten ihn später berühmt.

## Schriften
- Ueber Erdbeben und Vulcanausbrüche in Japan, Écho du Japon, Yokohama 1878
- Neue Beiträge zur Geologie und Geographie Japans, Perthes, Gotha 1893
- Macedonien und seine neue Eisenbahn Salonik-Monastyr. Ein Reisebericht, Oldenbourg, München-Leipzig 1894

## Belege
1. ↑  Land und Volk der japanischen Inselkette. Beilage zur Allgemeinen Zeitung, Nr. 175 (26. Juni 1886), 178 (29. Juni 1886)
2. ↑  Rintarō Mori: Die Wahrheit über Nipon. Beilage zur Allgemeinen Zeitung, Nr. 179 (30. Juni 1886)

| Personendaten    | Personendaten                  |
| ---------------- | ------------------------------ |
| NAME             | Naumann, Edmund                |
| ALTERNATIVNAMEN  | Naumann, Heinrich Edmund       |
| KURZBESCHREIBUNG | deutscher Geograph und Geologe |
| GEBURTSDATUM     | 11. September 1854             |
| GEBURTSORT       | Meißen                         |
| STERBEDATUM      | 1. Februar 1927                |
| STERBEORT        | Frankfurt am Main              |